# Ashley (Ohio)
Ashley es una villa ubicada en el condado de Delaware en el estado estadounidense de Ohio. En el Censo de 2010 tenía una población de 1330 habitantes y una densidad poblacional de 779,24 personas por km².

## Geografía
Ashley se encuentra ubicada en las coordenadas 40°24′35″N 82°57′6″O / 40.40972, -82.95167. Según la Oficina del Censo de los Estados Unidos, Ashley tiene una superficie total de 1.71 km², de la cual 1.71 km² corresponden a tierra firme y (0%) 0 km² es agua.

## Demografía
Según el censo de 2010, había 1330 personas residiendo en Ashley. La densidad de población era de 779,24 hab./km². De los 1330 habitantes, Ashley estaba compuesto por el 97.22% blancos, el 0.45% eran afroamericanos, el 0.08% eran amerindios, el 0.15% eran asiáticos, el 0% eran isleños del Pacífico, el 0.08% eran de otras razas y el 2.03% pertenecían a dos o más razas. Del total de la población el 1.5% eran hispanos o latinos de cualquier raza.